# Bonk (datorspelsserie)
Bonk är en dator- och TV-spelsserie, ursprungligen till NEC:s spelmaskin Turbografx-16, om en förhistorisk människa som även var NEC:s maskot. I Japan kallades han "PC-Genjin" medan han i PAL-regionen kallas "BC Kid", Första spelet släpptes 1989.

## Spel

### Huvudserien
| Titel                                 | Släppår |
| ------------------------------------- | ------- |
| Bonk's Adventure                      | 1989    |
| Bonk's Revenge                        | 1991    |
| Bonk 3: Bonk's Big Adventure          | 1993    |
| Super Bonk                            | 1994    |
| Chō Genjin 2                          | 1995    |
| GB Genjin Land: Viva! Chikkun Kingdom | ?       |
| Genjin Collection                     | ?       |
| Bonk's Return                         | ?       |
| Mekuttepon!                           | 2008    |
| Same Game!                            | 2008    |
| Dokka kawatta?                        | 2008    |

### Fotnoter
1. ↑  ”Bonk series” (på engelska). Mobygames. http://www.mobygames.com/game-group/bonk-series. Läst 22 april 2015.